# Вензель (Во)
Вензель (фр. Vinzel) — громада в Швейцарії в кантоні Во, округ Ньйон.

## Географія
Громада розташована на відстані близько 105 км на південний захід від Берна, 29 км на захід від Лозанни.
Вензель має площу 1,1 км², з яких на 12,8 % дозволяється будівництво (житлове та будівництво доріг), 68,8 % використовуються в сільськогосподарських цілях, 18,3 % зайнято лісами, 0 % не є продуктивними (річки, льодовики або гори).

## Демографія
2019 року в громаді мешкало 355 осіб (+3,5 % порівняно з 2010 роком), іноземців було 22,3 %. Густота населення становила 323 осіб/км².
За віковим діапазоном населення розподілялося таким чином: 20,8 % — особи молодші 20 років, 64,8 % — особи у віці 20—64 років, 14,4 % — особи у віці 65 років та старші. Було 144 помешкань (у середньому 2,5 особи в помешканні).
Із загальної кількості 105 працюючих 32 було зайнятих в первинному секторі, 10 — в обробній промисловості, 63 — в галузі послуг.